# David Faustino
David Anthony Faustino (Los Angeles, 3 maart 1974) is een Amerikaans acteur en zanger.
Faustino is vooral bekend geworden door zijn rol als Bud Bundy in de televisieserie Married... with Children.
Zijn eerste televisieoptreden had hij echter al toen hij drie maanden oud was. Verder heeft hij gastoptredens gedaan in de televisieseries Little House on the Prairie, The Love Boat, Fantasy Island en The Twilight Zone.
In 2023 sprak Faustino de stem in van Normal Nate in de film Teenage Mutant Ninja Turtles: Mutant Mayhem.
Naast zijn loopbaan als acteur treedt hij ook op met de rapgroep Outlaw Posse die inmiddels een album met de titel Balistyx heeft uitgebracht, hetgeen ook de naam is van Faustino's discotheek in Los Angeles. Samen met actrice Andrea Elmer, met wie hij van 2004 tot 2007 getrouwd was, runde hij al eerder een discotheek in dezelfde stad, genaamd Balisty Club.
Faustino heeft een relatie met Lindsay Bronson. Het stel kreeg in 2015 een dochter.